# Alejandro Gómez (futbolista boliviano)
Jesús Alejandro Gómez Lanza (La Paz, 18 de julio de 1979) es un exfutbolista boliviano de ascendencia chilena. Se desempeñaba como centrocampista y su último club fue Nacional Potosí de la Primera División de Bolivia.

## Trayectoria
Fue capitán e ídolo del Club Blooming. Alejandro se caracteriza por ser un comandante en la cancha; pues sabe ordenar muy bien a todo su equipo y repartir balones a sus compañeros. También ha convertido muchos goles, algunos de ellos de tiro libre por ser un buen ejecutador a balón parado.

## Selección nacional
Ha sido internacional con la Selección de fútbol de Bolivia en la categoría Sub-20, con la que disputó el Campeonato Sudamericano Sub-20 de 1999 y con la selección absoluta desde 2005.

### Participaciones en Copas América
| Copa América      | Sede      | Resultado    |
| ----------------- | --------- | ------------ |
| Copa América 2007 | Venezuela | Primera fase |

## Clubes
| Club              | País    | Año         |
| ----------------- | ------- | ----------- |
| Blooming          | Bolivia | 1998 - 2004 |
| Jorge Wilstermann | Bolivia | 2005        |
| Blooming          | Bolivia | 2006        |
| San José          | Bolivia | 2007        |
| Blooming          | Bolivia | 2008 - 2011 |
| Bolívar           | Bolivia | 2012 - 2013 |
| Blooming          | Bolivia | 2013 - 2014 |
| Sport Boys Warnes | Bolivia | 2014 - 2015 |
| Nacional Potosí   | Bolivia | 2016 - 2017 |

## Palmarés

### Títulos nacionales
| Título           | Club       | Año           |
| ---------------- | ---------- | ------------- |
| Primera División | Blooming   | 1998          |
| Primera División | Blooming   | 1999          |
| Primera División | San José   | Clausura 2007 |
| Primera División | Blooming   | Clausura 2009 |
| Primera División | Bolívar    | Clausura 2013 |
| Primera División | Sport Boys | Apertura 2015 |